# Muhammad V của Kelantan
Muhammad V (trước đây gọi là Tengku Muhammad Faris Petra; sinh ngày 6 tháng 10 năm 1969) là Yang di-Pertuan Agong (quốc vương) của Malaysia và là Sultan của bang Kelantan. Ông được tuyên bố là Sultan vào ngày 13 tháng 9 năm 2010, kế vị người cha mắc bệnh là Sultan Ismail Petra. Ông được lập làm Yang di-Pertuan Agong vào ngày 13 tháng 12 năm 2016.

## Thời kỳ đầu và nhiếp chính
Ông sinh ra với tên hiệu Tengku Muhammad Faris Petra ibni Sultan Ismail Petra tại Kota Bharu, được lập làm thế tử (Tengku Mahkota) vào tháng 10 năm 1985. Ông theo học tại Học viện St Cross, Oxford và Trung tâm nghiên cứu Hồi giáo Oxford về nghiên cứu ngoại giao, tốt nghiệp năm 1991.
Tháng 5 năm 2009, cha ông là Sultan Ismail Petra bị đột quỵ nghiêm trọng. Sultan Ismail Petra điều trị tại Bệnh viện Mount Elizabeth tại Singapore và Faris được bổ nhiệm làm Nhiếp chính vào ngày 25 tháng 5 khi Sultan vắng mặt. Đến ngày 16 tháng 9 năm 2010, Faris trục xuất em trai là Tengku Temenggong của Kelantan, Tengku Muhammad Fakhry Petra, khỏi Hội đồng Kế vị (là thể chế có quyền quyết định việc kế vị khi Sultan mất năng lực vĩnh viễn.)
Đến tháng 12, Fakhry nộp đơn lên Tòa án Tối cao thách thức quyết định trục xuất của anh trai, và gửi thư cho quốc vụ khanh rằng Sultan bãi bỏ toàn bộ hành động và quyết định của Nhiếp chính Faris. Tháng 1 năm 2010, Tòa án Tối cao bác đơn của Fakhry.
Một sự kiện khác là thư ký riêng của Sultan Ismail Petra "công bố" chủ tịch Hội đồng Kế vị Tengku Abdul Aziz Tengku Mohd Hamzah là người nhiếp chính. Việc bổ nhiệm này bị Faris thách thức tại tòa án.

## Sultan của Kelantan
Vào 13 tháng 9 năm 2010, Muhammad Faris Petra được công bố là Sultan thứ 29 của Kelantan, phù hợp với Hiến pháp Kelantan. Ông lấy hiệu là Muhammad V. Tuy nhiên, cha ông là Sultan Ismail Petra đệ đơn lên Tòa án Liên bang tuyên bố rằng việc bổ nhiệm ông là vi hiến. Sultan Ismail Petra vẫn đang hồi phục sau khi bị đột quỵ vào năm 2009.
Tháng 10 năm 2010, Muhammad V tham dự ký họp thứ 222 của Hội nghị các quân chủ Malaysia lần đầu tiên với vị thế thành viên đầy đủ. Sự kiện này đánh dấu việc các quân chủ khác công nhận ông kế vị làm Sultan.

## Phó Yang di-Pertuan Agong
Sultan Muhammad V được bầu làm Phó Yang Di-Pertuan Agong vào tháng 10 năm 2011. Ông giữ chức vụ này từ tháng 10 năm 2011 cho đến ngày 13 tháng 12 năm 2016.

## Yang di-Pertuan Agong
Sultan Muhammad V được Hội nghị các Quân chủ bầu làm quốc vương vào ngày 14 tháng 10 năm 2016, trở thành Yang di-Pertuan Agong kế tiếp. Ông bắt đầu trị vì vào ngày 13 tháng 12 năm 2016, tiếp quản chức vụ của Sultan Abdul Halim từ bang Kedah. Ở tuổi 47, Sultan Muhammad V là Yang di-Pertuan Agong trẻ thứ tư được bầu, sau Putra của Perlis, Tuanku Mizan Zainal Abidin của Terengganu và Tuanku Abdul Halim của Kedah.
Ông là Yang di-Pertuan Agong đầu tiên cai trị mà không có vương hậu hay còn gọi là Raja Permaisuri Agong.
Em trai ông là Tengku Muhammad Faiz Petra, hiệu Tengku Mahkota, giữ vai trò là Nhiếp chính của Kelantan trong thời Sultan Muhammad V đảm nhiệm chức vụ Yang di-Pertuan Agong.
Với thân phận Yang di-Pertuan Agong, ông giữ trách nhiệm chính thức là Tổng tư lệnh các lực lượng vũ trang Malaysia.
Ông cũng giữ trách nhiệm chính thức là Thượng úy danh dự của Trung đoàn Pháo binh Hoàng gia, do đó tham dự toàn bộ các đợt hoạt động và nghi lễ của nó.

## Tên hiệu
- 6 tháng 10 năm 1969 - 30 tháng 3 năm 1979:Tengku Muhammad Faris Petra ibni Tengku Ismail Petra Điện hạ (Yang Teramat Mulia).
- 30 tháng 3 năm 1979 - 6 tháng 10 năm 1985: Tengku Muhammad Faris Petra ibni Sultan Ismail Petra Điện hạ (Yang Teramat Mulia).
- 6 tháng 10 năm 1985 - 25 tháng 5 năm 2009: Tengku Muhammad Faris Petra ibni Sultan Ismail Petra Điện hạ (Yang Teramat Mulia), Tengku Mahkota.
- 25 tháng 5 năm 2009 - 13 tháng 9 năm 2010: Tengku Muhammad Faris Petra ibni Sultan Ismail Petra Điện hạ (Yang Maha Mulia), Nhiếp chính của Kelantan.
- 13 tháng 9 năm 2010 - : Sultan Muhammad V Điện hạ (Kebawah Duli Yang Maha Mulia), Sultan của Kelantan.
- 13 tháng 12 năm 2016 –6 tháng 1 năm 2019 : Sultan Muhammad V Bệ hạ (Kebawah Duli Yang Maha Mulia Seri Paduka Baginda), Yang di-Pertuan Agong thứ 15 của Malaysia.